# Hegnabrunn
Hegnabrunn (oberfränkisch: Hengabrunn) ist ein Gemeindeteil der Gemeinde Neuenmarkt im Landkreis Kulmbach (Oberfranken, Bayern). Die Gemarkung Hegnabrunn hat eine Fläche von 8,588 km². Sie ist in 1606 Flurstücke aufgeteilt, die eine durchschnittliche Flurstücksfläche von 5347,42 m² haben. In ihr liegen neben dem namensgebenden Ort die Gemeindeteile Brandhaus, Eichmühle  und Schlömen.

## Geographie
Das Dorf Hegnabrunn bildet mit Neuenmarkt im Osten eine geschlossene Siedlung. Diese liegt in einer flachhügeligen Ebene, die hauptsächlich aus Acker- und Grünland besteht, zwischen dem Weißen Main im Westen und der Schorgast im Nordosten. Die Kreisstraße KU 21 führt nach Neuenmarkt zur Staatsstraße 2183 (0,8 km nordöstlich) bzw. nach Oberlangenroth (2,3 km nordwestlich). Eine Gemeindeverbindungsstraße führt nach Feuln (1,4 km südwestlich).

## Geschichte
Der Ort wurde 1398 als „Hegnembrunn“ erstmals urkundlich erwähnt. Der Ortsname bedeutet zum eingehegten Brunnen. Bestimmungswort ist „hegenen“ (mhd. für eingehegt).
Hegnabrunn bildete mit Reutlashof eine Realgemeinde. Gegen Ende des 18. Jahrhunderts bestand Hegnabrunn aus 43 Anwesen (2 Halbhöfe, 26 Güter, 2 Dreiviertelgüter, 1 Fünfachtelgut, 3 Viertelgüter, 1 Achtelgut, 4 Söldengütlein, 3 Tropfhäuser, 1 Tropfhaus mit Zapfenschankgerechtigkeit) und 1 Gemeindehirtenhaus. Das Hochgericht übte das bayreuthische Stadtvogteiamt Kulmbach aus. Dieses hatte zugleich die Dorf- und Gemeindeherrschaft. Das Kastenamt Kulmbach war Grundherr sämtlicher Anwesen.
Von 1797 bis 1810 unterstand der Ort dem Justiz- und Kammeramt Kulmbach. 1810 kam Hegnabrunn zum Königreich Bayern. Mit dem Gemeindeedikt wurde 1811 der Steuerdistrikt Hegnabrunn gebildet, zu dem Brandhaus, Eichmühle, Lettenhof, Neuenmarkt, Oberlangenroth, Raasen, Reutlashof, Schlömen, See und Unterlangenroth gehörten. 1812 wurden zwei Ruralgemeinden gebildet:
- Hegnabrunn mit Brandhaus, Eichmühle und Schlömen
- Neuenmarkt mit Lettenhof, Oberlangenroth, Raasen, Reutlashof, See und Unterlangenroth.[10]

Die Gemeinde Hegnabrunn war in Verwaltung und Gerichtsbarkeit dem Landgericht Kulmbach zugeordnet und in der Finanzverwaltung dem Rentamt Kulmbach (1919 in Finanzamt Kulmbach umbenannt). Ab 1862 gehörte Hegnabrunn zum Bezirksamt Kulmbach (1939 in Landkreis Kulmbach umbenannt). Die Gerichtsbarkeit blieb beim Landgericht Kulmbach (1879 in das Amtsgericht Kulmbach umgewandelt). Die Gemeinde hatte eine Gebietsfläche von 8,590 km².
Am 1. April 1971 wurde die Gemeinde Hegnabrunn im Zuge der Gebietsreform in Bayern nach Neuenmarkt eingegliedert.

### Baudenkmäler
In der Bayerischen Denkmalliste sind zwei Baudenkmäler aufgeführt:
- Hegnabrunn 49: Wohnstallhaus mit zwei zugehörigen Nebengebäuden
- Hegnabrunn 100: Wohnstallhaus mit zugehöriger Einfriedung

### Einwohnerentwicklung
Gemeinde Hegnabrunn
| Jahr      | 1818  | 1840   | 1852   | 1855   | 1861   | 1867   | 1871   | 1875   | 1880   | 1885   | 1890   | 1895   | 1900   | 1905   | 1910   | 1919   | 1925   | 1933   | 1939   | 1946   | 1950   | 1952   | 1961   | 1970   |
| Einwohner | 289   | 438    | 518    | 522    | 525    | 576    | 566    | 563    | 562    | 537    | 503    | 563    | 562    | 642    | 655    | 693    | 689    | 673    | 643    | 976    | 996    | 970    | 973    | 1071   |
| Häuser    | 71    |        |        |        |        |        | 85     |        |        | 83     | 79     |        | 84     |        |        |        | 110    |        |        |        | 137    |        | 185    |        |
| Quelle    | [ 9 ] | [ 15 ] | [ 15 ] | [ 15 ] | [ 16 ] | [ 17 ] | [ 18 ] | [ 19 ] | [ 20 ] | [ 21 ] | [ 22 ] | [ 15 ] | [ 23 ] | [ 15 ] | [ 24 ] | [ 15 ] | [ 25 ] | [ 15 ] | [ 15 ] | [ 15 ] | [ 26 ] | [ 15 ] | [ 11 ] | [ 27 ] |

Ort Hegnabrunn
| Jahr      | 001809 | 001818 | 001861 | 001871 | 001885 | 001900 | 001925 | 001950 | 001961 | 001970 | 001987 |
| Einwohner | 197    | 197    | 328    | 366    | 355    | 378    | 508    | 795    | 833    | 948    | 1165   |
| Häuser    |        | 47     |        |        | 56     | 56     | 82     | 106    | 156    |        | 298    |
| Quelle    | [ 28 ] | [ 9 ]  | [ 16 ] | [ 18 ] | [ 21 ] | [ 23 ] | [ 25 ] | [ 26 ] | [ 11 ] | [ 27 ] | [ 1 ]  |

## Religion
Hegnabrunn ist seit der Reformation evangelisch-lutherisch geprägt und nach St. Johannes (Trebgast) gepfarrt.